# Onthophagus longefossus
Onthophagus longefossus là một loài bọ cánh cứng trong họ Bọ hung (Scarabaeidae).